# Psychic Terrorism
Psychic Terrorism – dziewiętnasty album studyjny Wishbone Ash.

## Lista utworów
Album zawiera utwory:
1. Transliteration 1:36
2. Narcissus Stash 3:46
3. Sleeps Eternal Slave 4:30
4. Monochrome 5:10
5. Breaking Out 2:24
6. The Son of Righteousness 4:32
7. Psychic Terrorism 2:37
8. How Many Times? 5:47
9. Bloodline 0:47
10. Black Page Muse 3:52
11. Powerbright Conclusion 4:36

## Twórcy albumu
Twórcami albumu są:
- Andy Powell – gitara, wokal
- Mark Birch – wokal, gitara
- Bob Skeat – gitara basowa
- Ray Weston – perkusja